# Pierre Jagoret
Pierre Jagoret, né le 18 juin 1928 à Plerneuf (Côtes-du-Nord) et mort le 24 septembre 2015 à Lannion (Côtes-d'Armor), est un homme politique français.

## Biographie
Pierre Jagoret naît le 18 juin 1928 à Plerneuf. Il s'installe à Lannion en 1957, où il exerce, pendant 27 ans, la fonction de chef de service à la Sécurité sociale.
Il est membre du PSU avant d'adhérer au PS.
Après avoir été conseiller municipal, il est maire de Lannion, pour un seul mandat de 1977 à 1983, battu par Yves Nédélec en 1983,.
En 1978, il devient député de la 5e circonscription des Côtes-du-Nord. Il est réélu en 1981, mais ne se représente pas en 1986.
Il devient maire de Trébeurden en 1993 à la suite de la démission d'Alain Guennec,,. Il est battu aux élections de 1995 par Michel Lissillour.
Pierre Jagoret meurt le 24 septembre 2015 à l'âge de 87 ans,.

## Décorations
Pierre Jagoret est fait chevalier de la Légion d'honneur en 1989. Il est promu officier en 2000. Il reçoit la décoration des mains de Charles Josselin, alors ministre délégué chargé de la Coopération et de la Francophonie du gouvernement Jospin.

## Détail des fonctions et des mandats

### Mandats locaux
- 1959 - 1961 : Conseiller municipal de Lannion
- 1977 - 1983 : Maire de Lannion
- 1993 - 1995 : Maire de Trébeurden
- 1964 - 1967 : Conseiller général du canton de Lannion
- 1976 - 1982 : Conseiller général du canton de Lannion
- Vice-président du conseil général des Côtes-du-Nord[15]
- Conseiller régional de Bretagne[16]

### Mandats parlementaires
- 19 mars 1978 - 22 mai 1981 : Député de la 5e circonscription des Côtes-du-Nord[17]
- 21 juin 1981 - 1er avril 1986 : Député de la 5e circonscription des Côtes-du-Nord[18]